# Marco Abate
Marco Abate (Milano, 29 agosto 1962) è un matematico italiano, professore ordinario di Geometria presso il Dipartimento di Matematica dell'Università di Pisa. 
Ha vinto nel 1991 il Premio Giuseppe Bartolozzi. Ha dato contributi matematici nell'ambito dei sistemi dinamici, della geometria differenziale, dell'analisi complessa e della dinamica olomorfa. Appassionato di fumetti, è stato sceneggiatore per alcuni numeri di Lazarus Ledd, di Samuel Sand e di Martin Mystère. 
Dal 1° gennaio 2024 è Rettore dell'Università degli Studi Guglielmo Marconi di Roma. 

## Biografia
Studente della Scuola Normale Superiore di Pisa, Abate si laurea in Matematica all'Università di Pisa nel 1985. Per il lavoro svolto nella tesi di laurea, nel 1986 riceve il premio di studio Benedetto Sciarra.
Dopo un anno passato presso la University of Southern California, Los Angeles, e la University of California, Berkeley nel 1987 torna a Pisa, dove continua a frequentare la Scuola Normale Superiore dove consegue nel 1988 il diploma di perfezionamento in Matematica.
Negli anni seguenti diviene ordinario di Geometria prima presso la Facoltà di Ingegneria dell'Università degli Studi di Ancona, e poi presso la facoltà di scienze matematiche, fisiche e naturali dell'Università di Roma "Tor Vergata", ruolo che ricopre fino al 2001. Dal 2001 è ordinario di Geometria presso la facoltà di scienze MM.FF.NN. dell'Università di Pisa.
Ogni anno, presso la facoltà di scienze MM.FF.NN. dell'Università di Pisa, organizza un ciclo di seminari intitolato Perché Nobel? in cui invita studiosi e ricercatori a spiegare chi ha vinto il prestigioso riconoscimento l'anno precedente e perché. L'edizione del 2008 ha dato anche origine a un libro che reca lo stesso titolo e a una trasmissione radiofonica di divulgazione scientifica su Radio Bruno.
Si dedica anche alla divulgazione matematica attraverso i fumetti, sceneggiando storie di matematici e "matematica realistica", oltre a racconti di altro tipo.
Attualmente ricopre l'incarico di Rettore dell'Università degli Studi Guglielmo Marconi di Roma. 

## Libri pubblicati
- M. Abate: Iteration theory of holomorphic maps on taut manifolds. Mediterranean Press, Cosenza, 1989.
- M. Abate, G. Patrizio: Finsler Metrics - A Global Approach. LNM 1591, Springer, Berlin, 1994.
- M. Abate: Geometria. McGraw-Hill, Milano, 1996.
- M. Abate: Algebra lineare. McGraw-Hill, Milano, 2000.
- M. Abate: An introduction to hyperbolic dynamical systems. I.E.P.I. Pisa, 2001.
- M. Abate, F. Tovena: Curve e superfici. Springer Italia, Milano, 2006.
- M. Abate (a cura di): Perché Nobel? Springer Italia, Milano, 2008.
- M. Abate, C. de Fabritiis: Geometria analitica con elementi di algebra lineare. McGraw-Hill, Milano, 2015.
- M. Abate, C. de Fabritiis: Esercizi di Geometria. McGraw-Hill, Milano, 2021.
- M. Abate: Matematica e Statistica. Le basi per la scienza della vita. McGraw-Hill, Milano, 2023.

## Pubblicazioni specialistiche
- M. Abate, J.-P. Vigue': Isometries for the Caratheodory metric. Proc. Amer. Math. Soc. 136 (2008), 3905-3909.
- M. Abate, F. Bracci: Ritt's theorem and the Heins map in hyperbolic complex manifolds. Science in China, Ser. A, 48 Suppl. (2005), 238-243.
- M. Abate, F. Tovena: Formal classification of holomorphic maps tangent to the identity. Disc. Cont. Dyn. Sys., Suppl. (2005), 1-10.
- M. Abate, F. Bracci, F. Tovena: Index theorems for holomorphic self-maps. Ann. Math. 159 (2004), 819-864.
- M. Abate, F. Tovena: Parabolic curves in C^3. Abstr. Appl. Anal. 2003 (2003), 275-294.
- M. Abate: Holomorphic classification of 2-dimensional quadratic maps tangent to the identity. Surikaisekikenkyusho Kokyuroku, 1447 (2005), 1-14.
- M. Abate, R. Tauraso: The Lindelof principle and angular derivatives in convex domains of finite type. J. Austr. Math. Soc. 73 (2002), 221-250.
- M. Abate: Basins of attraction in quadratic dynamical systems with a Jordan fixed point. Nonlinear Anal. 51 (2002), 271-282.
- M. Abate: The residual index and the dynamics of holomorphic maps tangent to the identity. Duke Math. J. 107 (2001), 173-207.
- M. Abate: Diagonalization of non diagonalizable discrete holomorphic dynamical systems. Amer. J. Math. 122 (2000), 757-781.
- M. Abate, G. Patrizio: Isometries of the Teichmuller metric. Ann. Sc. Norm. Sup. Pisa 26 (1998), 437-452. KB.
- M. Abate, R. Tauraso: The Julia-Wolff-Caratheodory theorem(s). Contemp. Math. 222 (1999), 161-172.
- M. Abate: The Julia-Wolff-Caratheodory theorem in polydisks. J. Analyse Math. 74 (1998), 275-306.
- M. Abate, G. Patrizio: Convex-like properties of the Teichmuller metric. Contemp. Math. 222 (1999), 149-159.
- M. Abate: When is a linear operator diagonalizable? Amer. Math. Monthly 104 (1997), 824-830.
- M. Abate, G. Patrizio: Kahler Finsler metrics with constant holomorphic curvature. Int. J. Math. 8 (1997), 169-186.
- M. Abate: A characterization of the Chern and the Bernwald connections. Houston J. Math. 22 (1996), 701-717.
- M. Abate, G. Patrizio: Finsler metrics of constant curvature and the characterization of tube domains. In "Finsler Geometry". Contemp. Math. 196, American Mathematical Society, Providence, 1996, pp. 101–107.
- M. Abate: Dinamicamente parlando. Sapere 70 (2004), 18-27.
- M. Abate: Scrivere Matematica nel fumetto. In "Matematica e cultura 2004" Ed. M. Emmer, Springer Italia, Milano, 2004, pp. 19–29.
- M. Abate: Narrare matematica nel fumetto. Int. J. Sci. Comm. 7 (2003), 1-10.